# Quint Cecili Epirota
Quint Cecili Epirota (en llatí: Quintus Caecilius Epirota) va ser un mestre i gramàtic romà del segle i aC, nascut a Tusculum.
Era llibert de Tit Pomponi Àtic, i va impartir classes a Pompònia Àtica, la filla del seu amo (que es va casar després amb Marc Vipsani Agripa) però en va ser apartat perquè Àtic va sospitar que estimava la seva filla i potser hi tenia relacions. Llavors va conviure amb el poeta Corneli Gal i quan aquest va morir va obrir una escola a Roma per nois joves i es diu que va ser el primer de disputar tot improvisant, i en fer lectures de Virgili i altres poetes moderns al seu temps.